# Guerra de las teleseries

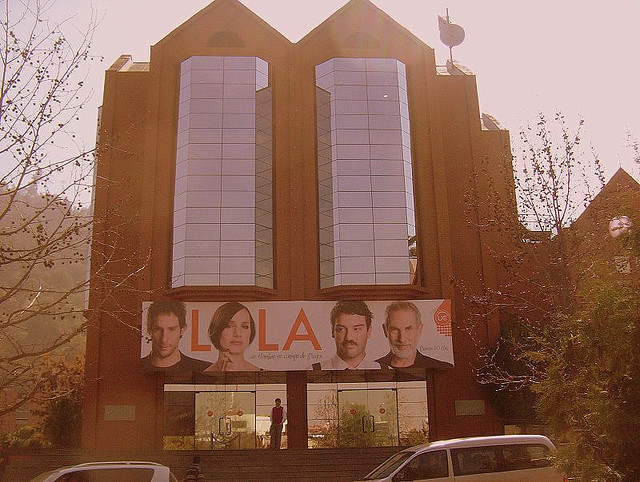
Una gigantografía en el edificio corporativo de Canal 13 promocionando la teleserie Lola en 2007.

«Guerra de las teleseries» es la denominación que recibió la disputa entre las principales cadenas de televisión chilenas para que sus telenovelas obtuvieran mayores índices de audiencia y mejores resultados económicos para dichas cadenas.
El término se refiere inicialmente a la competencia entre Canal 13 y Televisión Nacional de Chile, que produjeron semestralmente grandes producciones televisivas, usualmente transmitidas en el bloque horario entre 20:00 y 21:00 horas. El buen desempeño de una telenovela aseguraba posteriormente una alta audiencia para los programas sucesivos, usualmente el programa de noticias y el prime time de las 22:00. De manera intermitente, Mega y Chilevisión también participaron en la disputa por la audiencia en el horario vespertino.
La llamada «guerra de las teleseries» alcanzó su máxima intensidad entre los últimos años de la década de 1990 y los inicios de 2000, incluyendo la llamada Época de Oro. En 2004, TVN lanzó la primera telenovela nocturna, Ídolos, abriendo un nuevo espacio de competencia.
A partir de los años 2010, el concepto de la «guerra de las teleseries» fue desapareciendo a medida que la audiencia televisiva bajó producto de diferentes cambios tecnológicos y culturales. La crisis económica vivida por los canales de televisión llevó a la reducción de los presupuestos disponibles para la creación de nuevas telenovelas, la desaparición de las «áreas dramáticas» y la externalización de su producción.

## Historia

### Origen del concepto
Las primeras producciones dramáticas para televisión en Chile fueron realizadas por Canal 13, dependiente de la Pontificia Universidad Católica. La primera fue El litre 4916, que era transmitida cada semana entre 1965 y 1967, mientras que Los días jóvenes (1967) fue la primera en usar un formato de telenovela de varios episodios durante la semana. La madrastra, estrenada en 1981, fue la primera gran telenovela, alcanzando cifras históricas de audiencia. Los buenos resultados de La madrastra llevaron a que Televisión Nacional de Chile se interesara en realizar sus propias producciones, estrenando Villa Los Aromos en octubre de 1981.
En general, los canales estrenaban dos telenovelas en formato semestral, transmitiendo de forma ininterrumpida diariamente entre marzo y diciembre. Las telenovelas fueron ubicadas tradicionalmente en el bloque horario de las 20:00 y las 21:00. Además del atractivo propio de las telenovelas para la audiencia, también tenían un rol estratégico en mantener la sintonía del resto de la programación, al ser seguidas por los noticiarios (21:00 a 22:00) y el prime time (de las 22:00 en adelante). Cerca de un 20% de las ganancias de un canal en el momento más álgido de la “guerra de las teleseries” provenía de la publicidad vendida durante el bloque horario de las telenovelas, siendo así uno de los productos más rentables de cada canal.
A partir de los años 1990, las dos cadenas principales (Canal 13 y TVN) aumentaron la inversión en sus producciones televisivas, disponiendo todos sus recursos a asegurar un buen desempeño de éstas. El término “Guerra de las teleseries” se remonta a una portada de la revista Vea en 1988 titulada “La guerra secreta de las telenovelas", al describir la competencia entre Semidiós (Canal 13) y Bellas y audaces (TVN). El concepto se asentó, finalmente, con el titular «Arde guerra de teleseries» publicado el 9 de marzo de 1993 en La Tercera.

### La Época de Oro
Hasta comienzos de los años 1990, Canal 13 mantuvo un predominio en la audiencia verspertina con algunos éxitos como Los títeres (1984), Ángel malo (1986) y ¿Te conté? (1990). TVN, aunque con menores resultados, logró impacto con algunas telenovelas como La torre 10 (1984) y Trampas y caretas (1992). 
La situación comenzó a cambiar a partir del segundo semestre de 1993, cuando las teleseries del canal público (entre las que destacan Ámame, Rompecorazón y Rojo & Miel) comenzaron a superar en audiencia a las de Canal 13 (Doble Juego, Champaña y Top Secret). En el primer semestre de 1995, el lanzamiento de Estúpido Cupido (TVN) y El amor está de moda (Canal 13) provocó un aumento de la tensión entre ambas cadenas de televisión. 
Entre 1995 y 2002, las producciones del primer semestre de TVN fueron dirigidas por Vicente Sabatini y cada una contó con una enorme producción. Estúpido cupido (1995) fue una de las primeras telenovelas de carácter histórico, mientras Sucupira (1996) fue la primera que movilizó sus equipos de producción fuera de Santiago. Las producciones de Sabatini, a las que se sumaron Oro verde (1997), Iorana (1998), La fiera (1999), Romané (2000), Pampa Ilusión (2001) y El circo de las Montini (2002) contaron con resultados de audiencia históricos y dieron origen al concepto de la «Época de Oro de la telenovela chilena». 
En el mismo periodo, Canal 13 se impuso en las producciones del segundo semestre, orientadas a un público más juvenil, destacando Amor a domicilio (1995), Adrenalina (1996), Playa salvaje (1997) y Marparaíso (1998). La "buena racha" de Canal 13 terminó en 1999, cuando Cerro Alegre fue superada por Aquelarre. 
Entre 1997 y 1999, Megavisión se incorporó a la “Guerra de las telenovelas”. Tuvo un tibio debut con Rossabella y luego dio paso a Santiago City, cuyo fracaso en audiencia obligó a cancelarla luego de 3 semanas al aire. Algo está cambiando (1999), la cuarta producción de Megavisión, fue ampliamente derrotada en audiencia por La fiera (TVN) y Fuera de control (Canal 13), lo que obligó a los ejecutivos a cambiar su horario de emisión de las 20:00 a las 22:00, convirtiéndose en la primera teleserie chilena en ser emitida en horario prime. El cambio de horario, sin embargo, no mejoró los resultados de audiencia y Megavisión decidió cerrar su área dramática.

### Crisis del área dramática de Canal 13

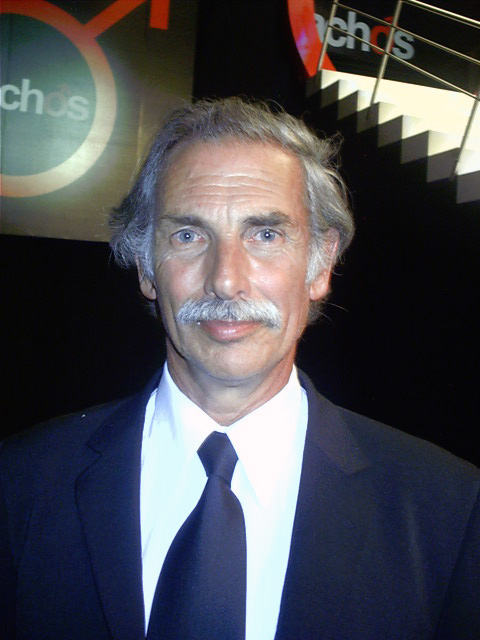
Héctor Noguera protagonizó en 2003 Machos, la telenovela que permitió a Canal 13 volver a levantar su área dramática.

A fines de los años 1990, Canal 13 se encontraba en una grave crisis económica, a la que se sumaban los malos resultados de sus teleseries. Sabor a ti, la apuesta del primer semestre 2000, palideció frente al éxito de Romané y llevó a la postergación de la telenovela que estaban grabando, Corazón pirata. Para enfrentar a la producción de TVN Santo ladrón, Canal 13 prefirió emitir la telenovela colombiana Yo soy Betty, la fea, la que logró superar levemente a su competencia.
Pese a tener buenos resultados con la producción colombiana, en 2001 la situación del canal católico se profundizó con el fracaso de Corazón pirata y Piel canela. TVN, en tanto, obtuvo gran éxito con la telenovela histórica Pampa Ilusión, la que fue seguida por Amores de mercado, la telenovela más vista desde 1993, cuando se incorporó el people meter para medir la audiencia en línea. El cierre del área dramática de Canal 13 por malos resultos dejó a TVN como el actor predominante del mercado televisivo; para llenar el vacío en su programación, Canal 13 emitió la telenovela Buen partido, coproducida con la productora argentina Pol-ka, con bajos resultados de sintonía.
A fines de 2002, Canal 13 comenzó un proceso de restructuración que lo llevó a innovar en su programación. En enero de 2003, debutó Protagonistas de la fama, el primer programa de telerrealidad local, el cual se convirtió en éxito de audiencia. El impulso generado por Protagonistas de la fama potenció el lanzamiento de Machos, que tuvo una fuerte campaña publicitaria orientada principalmente al público juvenil. Aunque durante las primeras semanas Puertas adentro de TVN obtuvo mejores cifras de audiencia, Machos obtuvo buenos resultados y, a las pocas semanas, superó a la producción de Sabatini, algo que no sucedía desde 1993. Ante el éxito de Machos, Canal 13 decidió alargarla hasta fines de octubre, no produciendo una serie en el segundo semestre. Pecadores, la teleserie del segundo semestre de TVN, alcanzó una baja sintonía.

### Los últimos grandes éxitos
Confiados en el éxito de su predecesora, Canal 13 lanza Hippie pero logra bajas cifras (promedio de 20 puntos) ante el éxito de Los Pincheira de TVN en 2004 (con 37 puntos). En el segundo semestre, Destinos Cruzados, de la cadena estatal, comienza derrotando a Tentación, pero a fines de año ambas producciones logran cifras similares y Tentación logra aventajar levemente a Destinos cruzados en algunas de sus últimas transmisiones durante el verano de 2005. También en 2004, Mega lanza Xfea2, una teleserie juvenil que logra quitar varios puntos a las dos telenovelas principales, efecto que se repetiría al año siguiente.
En marzo de 2005, Sabatini decide tomar un descanso y solo dirige los primeros capítulos de Los Capo, producción de TVN que tuvo una baja sintonía (14.7) de una teleserie de ese canal durante años, mientras Brujas, su competencia, logra tener un alto impacto en la sociedad chilena (su promedio fue de 37 puntos), lo que la llevó a tener incluso lanzamientos de álbumes, muñecas, perfumes, entre otros. En el segundo semestre, Gatas & Tuercas de la cadena universitaria logra un índice de audiencia importante, de hecho su capítulo debut es el más visto logrando un promedio de 62,7 puntos y un peak de 75 con esto supera fácilmente a Versus de TVN. Históricamente, y debido a su buena sintonía, la teleserie se alarga hasta marzo de 2006, hecho que también se repetiría al año siguiente. A partir de aquí, se considera que debido a los índices de audiencia el auge de la guerra termina.

### La nueva guerra
Para el primer semestre del año 2006, el estreno de Cómplices y Descarado de TVN y Canal 13, respectivamente, fue relativamente parejo durante los primeros días de transmisión, sin embargo TVN decidió iniciar sus emisiones 15 minutos antes, lo que rompió el equilibrio entre ambas producciones. Cómplices (27,6) superó ampliamente a Descarado (16,9), aunque se mantuvo muy por debajo de los índices de sintonía de años previos.
A fines de septiembre de 2006, Canal 13 decide estrenar Charly Tango sin esperar el fin de Cómplices y el inicio de la exitosa Floribella (21,6). La producción del canal católico obtiene 8,5, uno de los peores índices de audiencia del canal y la producción es trasladada tras menos de dos meses al horario de las 18:30. Mega, en tanto, decidió colocar a esa hora la sitcom Casado con Hijos, la que logra gran éxito e iguala en sintonía a las grandes producciones dramáticas de TVN y Canal 13.

### Introducción de Mega y Chilevisión
El primer semestre del año 2007, Canal 13 compite con Papi Ricky y TVN con Corazón de María. En paralelo, Chilevisión emite Vivir con 10, su primera telenovela, y Mega vuelve a producir telenovelas con Fortunato. Tanto Chilevisión como Mega no logran superar a TVN y Canal 13, pero posteriormente continuaron generando telenovelas.

### Cambios radicales, decadencia del género y actualidad

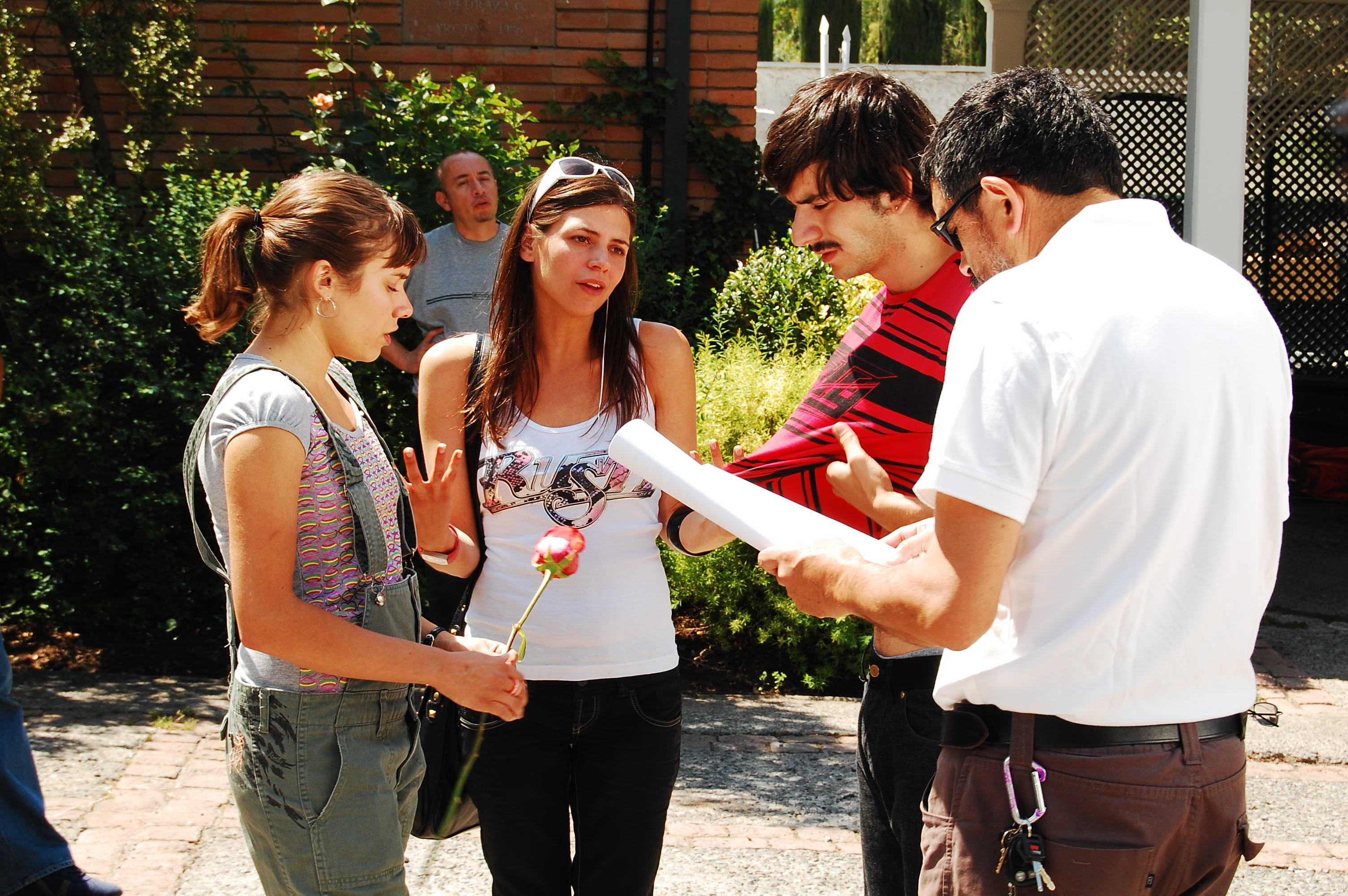
Un grupo de actores durante los ensayos para la filmación de Lola de Canal 13.

Llegó el 2008 y nuevamente se enfrentan TVN, Canal 13 y CHV con sus teleseries del primer semestre: Viuda alegre, Don amor y Mala conducta, respectivamente, logrando sintonías parejas.
TVN decide dejar compitiendo primero a las teleseries de Canal 13 y CHV, mientras que con el estreno de Viuda alegre, una semana después, TVN se lleva la mejor sintonía pero por márgenes parejos. Sin embargo, debido al segundo lugar de Don amor, Canal 13 decide alargar la teleserie del 2007 Lola, que en esos momentos iniciaba sus últimas transmisiones. Con esta idea, es la teleserie de Canal 13 la que gana el semestre, salvando a Don amor de un rotundo fracaso, consolidándose con el tiempo con una historia de amor y asesinatos y dejando a Viuda alegre en el definitivo segundo lugar.
En septiembre de 2008, TVN estrena su nueva teleserie de segundo semestre Hijos Del Monte, que logra superar a la ya alargada Lola. La teleserie de Canal 13, que debido a sus bajos índices de audiencia adelanta su final a noviembre, dejando competir a la repetición de Brujas contra Hijos Del Monte, aunque tiempo después Brujas es cambiada de horario, dejando así a la teleserie del canal público sin competencia, la cual en termina en marzo del 2009 con un mediano éxito.
En marzo de 2009, Canal 13 y TVN tenían previsto lanzar sus teleseries del primer semestre Cuenta conmigo y Los exitosos Pells el martes 3 de marzo y lunes 9 de marzo, respectivamente, pero todo toma otro rumbo cuando Canal 13 lanza su teleserie en medio del reality 1810 obteniendo 30,5 puntos de índice de audiencia. TVN ataca lanzando Los Pells al día siguiente luego del capítulo de Hijos Del Monte, que entraba en su desenlace, obteniendo 24,4 puntos de índice de audiencia. Al ofrecer una temática más cómica con una recesión de por medio, la apuesta de TVN, logra imponerse como la vencedora del primer semestre del 2009 ante Cuenta conmigo de Canal 13, aunque esta última en sus últimos capítulos sube su audiencia frente a su rival.
Durante el segundo semestre, logró imponerse ante su competencia la teleserie de TVN Los ángeles de Estela siguiendo la trama ligera de la novela del semestre anterior, sin embargo con una sintonía bastante baja respecto a años anteriores, puesto que si bien en un comienzo arrasaba con picos de hasta 31 puntos, la sintonía bajó al extremo de llegar a marcar un peak de 10 puntos, que se pudo deber a la "Franja Política" en su horario durante un mes, con lo que finalmente logró un acumulado de 16 puntos entre septiembre de 2009 y marzo de 2010. Corazón rebelde de Canal 13, y Sin anestesia de CHV, por su parte logran 13,4 y 8 puntos respectivamente, en una guerra sin muchas expectativas.
Martín Rivas por TVN que promedió 18,1 puntos hasta su desenlace liderando por muchos puntos sobre Manuel Rodríguez de CHV con 11,3 y Feroz de Canal 13 con 10,3 puntos. Lo característico de este primer semestre fueron los bajos números registrado por estas producciones en sus estrenos y en los subsiguientes episodios, siendo uno de los factores el terremoto que azotó el país a principios de tal año. Pese a todo, fue la producción de TVN al seguir su estrategia de mezclar una trama ligeramente dramática con humor (lo que en esta ocasión tuvo una recepción mixta) la que ampliamente derrotó a las demás producciones del semestre, siendo la única que superó los 20 ptos. de promedio por episodio.
Con la crisis económica y el posterior terremoto atrás, durante el segundo semestre se estrena La familia de al lado de TVN y Primera dama de Canal 13, ambas con el compromiso de recuperar al público adulto, el cual TVN había perdido en el año y medio anterior, con temáticas como la violencia y las mentiras de La familia de al lado y la política e infidelidad para Primera dama.
Meses después, a esta guerra se integra la sitcom de Mega La colonia con un no muy alto índice de audiencia pero sí superando a Primera dama por unos pocos puntos y la primera miniserie del programa Yingo de Chilevisión, Don Diablo. Esta miniserie alcanza a la producción de TVN y logra superarla por unos días. Sin embargo, la producción de Yingo se mantiene en un segundo lugar, solo superada por La familia de al lado hasta su final.
Para el primer semestre de 2011 se realizan variados cambios en el horario vespertino. Es así, como después de 9 años, la nueva teleserie Témpano de TVN no tuvo competencia tras la cancelación de la teleserie de Canal 13 debido a los fracasos de Feroz y Primera dama. Pese a eso, Témpano no logra los resultados esperados por el canal, alcanzando solo 12,8 puntos de índice de audiencia hasta su final, siendo uno de los promedios más bajos para una teleserie del primer semestre y quedando por debajo, en varios episodios, de la segunda producción de Yingo llamada Vampiras.
En abril, Canal 13 apuesta por el programa Quién merece ser millonario, alta tensión en reemplazo de las teleseries en el horario, dando excelentes resultados peleando el primer lugar con las producciones de TVN y Chilevisión.
Para el segundo semestre, Canal 13 y Chilevisión mantienen sus producciones para competir con la nueva teleserie de TVN llamada Aquí mando yo, la cual retrasa unos días su estreno debido a la tragedia de Juan Fernández en donde se ven involucrados trabajadores del canal, entre ellos Felipe Camiroaga y Roberto Bruce. Esta nueva producción deja de lado el suspenso y las tramas oscuras que caracterizaban a sus antecesoras La familia de al lado y Témpano para dar paso a la comedia (ya experimentada con éxito por la cadena en 2009-2010), la cual da buenos resultados, doblegando a su antecesora y liderando cómodamente el horario.
En octubre, Mega vuelve a las producción de teleseries con Decibel 110, una teleserie juvenil que en primera instancia era competir en el horario vespertino, pero que fue colocada a las 18:00. Sin embargo, debido a la baja sintonía fue cambiada a los fines de semana al mediodía, teniendo promedio 7 puntos en toda su teleserie, mientras que Aquí mando yo en su recta final obtenía entre 19, 20 puntos de índice de audiencia.

### Repuntes de comedia
Tras el gran éxito que dejó Aquí mando yo de TVN, se estrena Pobre rico con el regreso de Carolina Arregui junto a Francisco Reyes a las vespertinas de este canal, y el debut en los protagónicos de Alonso Quintero y Simón Pesutic que dan vida a dos jóvenes que fueron cambiados al nacer, una comedia que marca la diferencia entre clases sociales repuntando con casi 37 puntos en sus meses de emisión siendo una resurrección para la programación que se emite a ese horario.
TVN decide no realizar una teleserie vespertina para el segundo semestre, por ello Pobre rico es alargada hasta febrero de 2013 no obteniéndose buenos resultados (25,8 puntos) como la primera parte (29,9 puntos promedio). En marzo de 2013 Chilevisión estrena su nueva vespertina Graduados que en sus primeras semanas obtiene resultados entre 9 a 10 puntos de índice de audiencia, pero transcurridas las semanas el la sintonía subió hasta estar en los 15 puntos promedio. Mientras, tanto el canal estatal estrenaba su nueva telenovela Dos por uno que en sus primeras semanas obtenía entre 17 a 19 puntos de índice de audiencia que con el tiempo bajó a 14,16 puntos de índice de audiencia incluso tocando los 12 puntos de índice de audiencia, pero ya en su recta final obtiene 17 puntos de índice de audiencia.
Luego de haber protagonizado hace 20 años Marrón Glacé de Canal 13 en 1993, Álvaro Rudolphy y Carolina Arregui se reencuentran para ser un matrimonio a lo campestre en la teleserie sucesora de Dos por uno, Somos los Carmona, la cual se estrena a fines de agosto. El resto del elenco lo completan Ingrid Cruz, Fernando Larraín, Luis Alarcón, entre otros. La nueva telenovela obtiene muy buenas cifras en su primer capítulo al llegar casi a los 29 puntos de índice de audiencia, derrotando a su competencia con 24,5 puntos promedio.
Ya en 2014, Canal 13 vuelve de lleno a las producciones dramáticas de las 20 horas con el estreno de Mamá mechona y Chilevisión compite contra los canales con más trayectoria en teleseries, estrenando Las 2 Carolinas, teleserie que significa el regreso del director Vicente Sabatini a una producción vespertina y a las teleseries en general, después del fracaso de la nocturna La sexóloga, volviendo a contar con la colaboración del famoso guionista Víctor Carrasco que hace su debut en el canal privado después de su bullada renuncia a TVN.
Las 2 Carolinas finalmente resulta ser un fracaso en audiencia, no llegando a superar los dos dígitos, viéndose Chilevisión obligado a acortar la emisión de original de una hora a treinta minutos, posicionando la telenovela extranjera El cuerpo del deseo en su antiguo horario, que irónicamente rinde mejores resultados de sintonía que la telenovela nacional, que a pesar de todo, recibe buenas críticas por su guion y las historias de los personajes secundarios. Mamá mechona era la apuesta más ambiciosa de parte de Canal 13, que regresaba a las teleseries vespertinas, después de tres años de haber estrenado su última producción que obtuvo magros resultados de sintonía Primera dama. Con el nuevo retorno de la actriz Sigrid Alegría luego de su breve paso en 2004, asumiendo ahora un papel protagónico absoluto. Y a pesar de realizar una enorme campaña publicitaria durante el verano y su actriz protagonista salir elegida Reina del Festival de Viña del Mar, la nueva telenovela de la señal de Luksic, no supera a su competencia más directa, pero tampoco resulta ser un fracaso de sintonía, oscilando entre los 13 y 10 puntos de índice de audiencia y teniendo un sorpresivo éxito en las redes sociales. Una vez finalizada la exitosa Somos los Carmona, en las últimas semanas de marzo, TVN realiza su famoso Super Lunes, uniendo la transmisión del último capítulo de Somos los Carmona, con el estreno de El amor lo manejo yo, adaptación de la trasandina Dulce amor, que significa también el regreso de la dupla de los actores Jorge Zabaleta y María Elena Swett al horario de las 20 horas como pareja de ficción.
Es finalmente, la telenovela del canal estatal quien vence esta Guerra de las teleseries, superando ampliamente a su competencia con estables 20 puntos de índice de audiencia. El amor lo manejo yo recibe a la par buenas críticas por rescatar la esencia del melodrama y la comedia romántica de las telenovelas de antaño. Esta teleserie se convierte en la primera teleserie vespertina en realizarse bajo el mandato de Álex Bowen, nuevo director del área dramática de TVN, tras la renuncia a principio de año de María Eugenia Rencoret, tras cinco años en el cargo y veinticinco trabajando para el mercado de las telenovelas de la señal estatal. Sin embargo, para su recta final, la teleserie sufre una considerable baja bordeando entre los 12 a 14 puntos, sin poder replicar el éxito que tuvo en sus primeros meses de emisión, además de que sus últimos capítulos son ampliamente superados por el estreno de Pituca sin lucas, la primera teleserie de María Eugenia Rencoret en Mega tras su renuncia a TVN.

### Mega versus TVN y escenario actual: ¿fin de la guerra?
Pituca sin lucas fue estrenada entre las exitosas teleseries turcas Las mil y una noches y ¿Qué culpa tiene Fatmagül?, y desde el principio se convirtió en un fenómeno de índice de audiencia, quintuplicando a Caleta del sol de TVN y a Valió la pena de Canal 13, hasta el punto en que ambas fueron superadas por la teleserie colombiana El Cuerpo del Deseo, emitida por Chilevisión. El sorpresivo éxito de Pituca sin lucas y la gran distancia que tomó de sus competidoras hizo que ambas se convirtieran en las vespertinas menos vistas de la historia, por debajo de los 5,1 puntos que en 1997 marcó Santiago City, y se terminaran bajando del horario "de las 8": Valió la pena pasó a emitirse después de la brasileña Rastros de mentiras, y Caleta del Sol pasó a competir con teleseries extranjeras en el horario diurno. A esto se suman las múltiples renuncias en los pisos altos de las áreas dramáticas de Canal 13 y TVN, con las renuncias de Alberto Gesswein (Canal 13) y Álex Bowen (TVN), lo que deja a ambos canales en crisis. Desde ese momento, Canal 13 no vuelve a emitir teleseries nacionales en el horario de las 20 horas.
En 2015 TVN vuelve a la carga para no dejarle el camino libre a Mega, y el 18 de mayo estrena Matriarcas, la que con sus 10,5 unidades dejó a TVN en el segundo lugar, tras seis meses en el cuarto. Pero una semana después Mega estrena Papá a la deriva la cual hereda parte de la sintonía de Pituca sin lucas marcando 34 puntos en su estreno y devolviendo a Matriarcas al cuarto lugar con un promedio de 6,5. Por otro lado, CHV decide lanzar al aire la producción de CHV, Buscando a María la que confirmó su estreno para el día 9 de diciembre del 2015; tras haber sido promocionada en febrero.
Ya en 2016 Canal 13 estrena Veinteañero a los 40 para intentar destronar a las teleseries turcas de Mega en la noche. La nueva apuesta comenzó con 17 puntos, pero una semana después Mega estrenaría Pobre gallo también en horario nocturno, que con sus 29 puntos relegaría al segundo lugar a Veinteañero a los 40 y con el paso de las semanas bajaría más hasta ser superada por TVN con su teleserie extranjera Moisés y los diez mandamientos. Pero TVN al parecer no se rendiría y con Marcelo Alonso y María Elena Swett a la cabeza prepararon la teleserie El camionero la cual, pese a sufrir de cambios de directores (Sabatini es desvinculado del canal) y de actores, con el cambio de roles entre Felipe Braun, Luz Valdivieso, María José Prieto y Pablo Cerda, se estrenó el 15 de agosto aprovechando la buena sintonía de los Juegos Olímpicos Río 2016. Aunque su debut fue de solo 9 puntos contra la muerte de uno de los personajes de la vespertina Pobre gallo, le iría mejor cuando, finalizando la vespertina de Mega, la señal de Bethia estrenó Ámbar con Sigrid Alegría y Gonzalo Valenzuela, que bajó la sintonía de su antecesora, aunque sin dejar el primer puesto. Así se dio el fenómeno donde, por un lado, las redes sociales todos los días hacían a la teleserie de TVN lo más comentado del día, mientras que el índice de audiencia favorecía a la teleserie de Mega con 15 puntos de índice de audiencia.
En 2017 en tanto nuevamente ambos canales se disputan el horario de las 20 horas, con La Colombiana, de TVN, que trajo de vuelta a María José Illanes, actriz que había emigrado a Mega, enfrentándose a Tranquilo papá de Mega, la primera vespertina de Francisco Melo en el canal. Ninguna de las dos logró ser un gran éxito, con la primera marcando menos que El camionero y la segunda obteniendo sintonías semejantes a las de Ámbar, pero con un claro liderazgo de Mega.
En la actualidad, la llamada "Guerra de las teleseries" ha terminado, al haberse distribuido de forma regular la emisión de las telenovelas entre el horario y haberse incorporado dos emisoras de televisión a las dos que la habían iniciado. Además, en el horario de las 20 horas solo TVN y Mega siguen en carrera, y la distancia de este último ante sus competidores hace que no haya una competencia tan reñida como en el pasado.
Comenzando el 2018, TVN inicia las grabaciones de la teleserie que sucedería a Wena profe (2017) en el horario vespertino (20:00 horas), mientras que Canal 13 anunciaba su regreso a la ficción vespertina de la mano de AGTV Producciones, juntos preparaban una teleserie protagonizada por Javiera Contador y Claudia Di Girolamo. Por otra parte Mega continuaba con Si Yo Fuera Rico.
En mayo, del mismo año, TVN estrenaba el regreso de Rojo de 19:00 a 21:00 horas, devolviendo la buena sintonía del horario al canal. Por esta razón el estreno de Amar a Morir se postergaba hasta el lunes 4 de marzo de 2019, después del estreno de la tercera temporada de Rojo el color del talento.

### Teleseries nocturnas
Debido a los malos resultados de audiencia, en 1999 Mega trasladó de horario su teleserie de la tarde, Algo está cambiando, a las 22:00 horas.
En los últimos años, a las telenovelas nocturnas (de contenido no recomendado para menores de edad, con importantes escenas de sexo y violencia), luego de los exitosos resultados de las teleseries juveniles como la popular 16 (20,0 puntos), realizada en 2003, 17 (19,7 puntos), en 2005 y Amor en tiempo récord en 2006 (13,8 puntos), han tomado mayor protagonismo que las "vespertinas" (20:00 - 21:00), es así que se estrena en 2004 Ídolos, promediando 16,4 puntos de índice de audiencia hasta su final en marzo de 2005.
En 2005, se estrena Los treinta, la cual en sus 70 capítulos promedia 22,5 puntos mientras que en el 2006 se lanza Entre medias (12,2) dirigida por Óscar Rodríguez y escrita por Ángela Bascuñán y Francisca Fuenzalida. Aunque esta última no logra los resultados esperados, siendo ampliamente superada por La esclava Isaura emitida por Chilevisión, obligando al canal estatal cambiar el horario de la nocturna para la segunda franja.
En tanto, el canal público decidió estrenar a finales de año, su telenovela nocturna Disparejas (16,0) en el prime time para competir con Montecristo (14,3) de Mega, versión chilena del éxito argentino, realizada por Roos Film en conjunto con Telefe protagonizada por Gonzalo Valenzuela y Íñigo Urrutia, siendo la mejor teleserie de 2006.
En 2007, Alguien te mira es estrenada por TVN, que logra exitosos resultados, en especial en sus últimos capítulos donde alcanza índices de audiencia de hasta 40 puntos y promediando en sus 78 capítulos 21,4 puntos de índice de audiencia. En esta teleserie, ya no se tocan con mayor énfasis temas de sexo y problemáticas de pareja, sino que temas como homicidios y violencia. Su final tuvo un promedio de 44,7 puntos de rating con un peak de 51 puntos.
En 2008, se estrena en TVN El Señor de la Querencia (27,4), quien en su mes debut obtiene 22,5 puntos; yendo en aumento al progresar la trama (junio promedió 23,8; en julio promedió 28,0; agosto promedió 31,8). Su polémico último capítulo cerró con 7 muertes incluyendo al malvado protagonista y marcó como promedio 46,9 puntos de rating, alcanzando como peak los 52 puntos.
En 2009, TVN adelanta el estreno de ¿Dónde está Elisa? (34,7), original de Pablo Illanes, para el 21 de abril promediando 27,9 puntos en su capítulo debut y en su primer mes 27,1 puntos, aumentando su sintonía mientras se desarrollaba la trama (junio promedió 28,9; julio promedió 34,8; agosto promedió 41,2; septiembre promedió 39,2; octubre y principios de noviembre 39,6). En su último capítulo alcanzó 51,3 puntos de rating con un peak de 57 puntos, siendo el fenómeno del año y transformándose así hasta la fecha en la teleserie nocturna más exitosa desde que TVN empezó con el género.
El día antes de que finalizara ¿Dónde está Elisa?, se estrena Conde Vrolok (20,4), original de Pablo Illanes, teniendo un promedio de 51.2 puntos de índice de audiencia en el día de su estreno, con un peak de 54 convirtiéndose en el debut de teleserie más exitosa en la franja nocturna de TVN.
Por otra parte en 2010, se estrena Mujeres de lujo (18,5), la primera teleserie nocturna de Chilevisión, protagonizada por Fernanda Urrejola, Marcela del Valle, Bárbara Ruiz-Tagle, Catalina Guerra, Javiera Díaz de Valdés y Catalina Olcay. Pese a que no logra derrotar a Conde Vrolok de TVN, logra un éxito importante y conforma un nuevo bloque en la construcción del área dramática de Chilevisión.
En 2010 se estrena en TVN 40 y tantos, protagonizada por Francisco Melo y Paola Volpato que cuentan las vidas de cuarentones que llevan una vida de crisis familiares y de la vida diaria marcando un total de 19,2 puntos durante sus nueve meses al aire.
El 2011, CHV estrena Infiltradas (14,4), protagonizada por Katty Kowaleczko que trata de unas detectives que deben infiltrarse en un club nocturno, producción que pasó sin pena ni gloria. Mientras TVN, a comienzos de marzo estrena El laberinto de Alicia, compitiendo con los últimos capítulos de la nocturna de Chilevisión; Sigrid Alegría y Francisco Reyes toman los papeles centrales como una psicóloga y un detective; en los papeles antagónicos resaltan Marcelo Alonso como el pedófilo Carlitos y Navareko (Mauricio Pesutic), finalizando con un promedio de casi 19,8 puntos. 
En octubre del mismo año, Vicente Sabatini estrenó nuevamente una superproducción de época en Chilevisión, La Doña (2011), protagonizada por Claudia Di Girolamo. Su realización tuvo un costo de US$5.000.000, proclamándose la producción más cara de Chilevisión. La Doña logró altos índices de audiencia en el horario prime, con varios peaks sobre los 20 puntos, promediando una audiencia de 16,5 y derrotó a su competencia, las hegemonías de ficción; Su nombre es Joaquín (13,2) de TVN y Peleles (14,6) de Canal 13. Debido al éxito, el canal decidió retener a Claudia Di Girolamo bajo un exclusivo contrato de un período de dos años.
Para el primer semestre de 2012, TVN estrena Reserva de familia (16,3 puntos), adaptación de la serie española Gran reserva, ambientada en una viña, y que gira en torno a la familia Ruiz-Tagle con Francisco Melo y Paola Volpato en los roles principales, logrando competir con el exitoso fenómeno del reality de Canal 13 Mundos opuestos, manteniendo y repuntando en sus capítulos finales casi con 19 puntos. A su vez Mega estrena Maldita, historia basada en la vida de María del Pilar Pérez, personificada por Lorene Prieto, siendo su primer protagónico a los largo de su carrera, con una baja calidad en su producción y guion ha obtenido un bajo índice de audiencia desde su primera emisión rodeando los 8 puntos, a lo contrario de Soltera otra vez de Canal 13, que se transformó en un fenómeno de sintonía con casi 27 puntos; esta producción se emitía los domingos en horario estelar y que tras el fin de Mundos Opuestos, el domingo 21 de junio comienza a emitirse de domingo a miércoles en horario estelar, este cambio de horario no le afectó en términos de audiencia e incluso se convierte en la teleserie más vista del 2012, superando a Pobre rico (20,) y Reserva de familia (16,3), dos producciones de TVN; Además, Canal 13 vuelve a tener una teleserie exitosa en 5 años, después de Lola; tuvo buena sintonía en su final emitido el 5 de septiembre de 2012 llegando a promediar casi 37 puntos de índice de audiencia.
Para el segundo semestre se estrena La sexóloga, comedia de Chilevisión protagonizada por Isidora Urrejola, siendo su debut en dicha estación y su primer rol protagónico, siendo un total fracaso en cuanto a audiencia y recibir malas críticas marcando 10 puntos por lo alto teniendo que sufrir cambios de horario y reescritura de guiones teniendo la mínima 2,7 puntos de índice de audiencia teniendo promedio 6,4 puntos, mientras que TVN estrena la comedia Separados con Jorge Zabaleta siendo su primera protagonizada junto a Luz Valdivieso, y marcando el regreso de Sigrid Alegría y Álvaro Rudolphy a las producciones nocturnas, teniendo una buena acogida por el público marcando casi 17 puntos en sus emisiones, que trata de un grupo de hombres cansados de sus vidas y sus convivientes deciden irse a vivir a una casa de solteros pero en la mitad de la producción marcando entre 15,18 puntos teniendo promedio 18,6 puntos toda la teleserie.
En 2013 Canal 13 estrena su tercera teleserie nocturna, Las Vega's siendo protagonizada por Francisca Imboden, la cual tiene como objetivo salir adelante con sus hijas, creando un Streep-Dance solo para mujeres, donde Cristián Arriagada, Mario Horton, Cristián Campos, entre otros se desenvuelven como vedettos. Con más de 4 meses al aire, la teleserie finaliza el 17 de julio con promediando en si final 27 puntos de índice de audiencia y en sus 77 episodios la teleserie promedio 20,3 puntos de índice de audiencia, lo que la convierte en un éxito de sintonía. Una vez finalizada Separados de TVN, se estrena Socias (13,9), protagonizada por María Elena Swett, Gonzalo Valenzuela y Paola Volpato en los roles centrales, la cual alcanza a competir con los últimos episodios de Las Vegas, en sus primeros episodios logra restarle público a su competencia, pero con el transcurso de los días, su audiencia baja bruscamente marcando entre 14 puntos en sus 34 capítulos. Como si fuera poco, Canal 13 automáticamente finalizada Las Vegas estrena la exitosa Soltera otra vez 2, la cual sigue las aventuras de Cristina Moreno (Paz Bascuñán) y sus amigas obteniendo entre 22 a 25 puntos de sintonía, esto ha sido peor para la teleserie nocturna de TVN ya que su índice de audiencia sigue con tendencia a la baja obteniendo 11 a 15 puntos. Por mientras que Soltera otra vez 2, si bien no tiene los resultados de la primera temporada promedia 20 puntos en sus emisiones y lidera en su horario.
Para 2014 TVN y Canal 13 dejaron el género comedia a un lado y volvieron al suspenso, TVN lo hizo con la teleserie Vuelve temprano (19,4), protagonizada por Amparo Noguera y Francisco Melo. Por su parte Canal 13 con su teleserie Secretos en el jardín (11,5), la cual se adelantó y salió al aire a fines de noviembre de 2013, protagonizada por un recién llegado de TVN Francisco Perez-Bannen y el regreso a la televisión de Antonia Zegers y Blanca Lewin, además de Julio Milostich, Mario Horton, Mónica Godoy, entre otros.
Vuelve temprano se estrena en enero de 2014, promediando 25 puntos en su debut y manteniéndose en 18 puntos aproximadamente, superando así a Secretos en el jardín, que comenzó con una sintonía de 24 puntos, pero que progresivamente ha bajado su sintonía manteniendo 12 puntos de índice de audiencia promedio. Todo esto hasta marzo donde se estrena Las mil y una noches serie turca de Mega que en los primeros capítulos marca entre 15 y 20 puntos. En abril la teleserie turca marca de 24 a 28 puntos, subiendo considerablemente su índice de audiencia, .
Ya para el segundo semestre, Canal 13 vuelve a las comedias románticas en sus teleseries nocturnas, con Chipe libre (9,7), una teleserie que ha sido comparada con Soltera otra vez según los medios, debido a que tiene similitudes, protagonizada por Fernanda Urrejola, Nicolás Poblete y Juanita Ringeling. TVN, por su parte, no se despega del drama y se la juega por No abras la puerta (9,3), una teleserie caracterizada como un thriller psicológico, protagonizada por Luz Valdivieso, Matías Oviedo y Gonzalo Valenzuela, siendo estrenada en la primera semana de agosto, con el tradicional "Súper Lunes" de TVN tras el término de Vuelve temprano. Aunque ambas teleseries partieron bien posicionadas y tuvieron un empate técnico, no contaban con el fenómeno que significarían las teleseries turcas de Mega, y terminaron siendo dos de las nocturnas menos vistas de la historia. En tanto, ¿Qué culpa tiene Fatmagül? llegó incluso a superar en sintonía a Las mil y una noches durante 2014, convirtiéndose en la telenovela más exitosa durante 2015.
Ya en 2015 TVN apuesta con La poseída con la cual sube su índice de audiencia en ese horario, pero tras iniciarse promisoriamente con 10,3 puntos, actualmente promedia solo 6,8 puntos, pese a ser un éxito en redes sociales. Esta finalizó el año pasado, y dejó a Moisés en su reemplazo, la que ha llevado a TVN a un alza en sintonía.
Por otro lado, en 2016 Mega emite la primera teleserie nocturna de la Era Rencoret, titulada Sres. papis (24,3), y que logró llevarse de Televisión Nacional de Chile a Jorge Zabaleta y a Francisco Melo. Mientras tanto en Canal 13, se estrena la teleserie Preciosas, con 10 puntos promedio.
A comienzos de 2017, TVN regresa a las nocturnas con una sorpresa bajo la manga, Un diablo con ángel (9.5), teleserie protagonizada por Benjamín Vicuña, Elisa Zulueta y Daniel Muñoz, la que logra mejorar la sintonía prime del canal estatal. A mediados de marzo Mega, estrena su primera teleserie nocturna de época Perdona nuestros pecados, protagonizada por Álvaro Rudolphy, Paola Volpato y Mario Horton. Ambientada en los años 50, se convierte en un verdadero fenómeno de sintonía, con promedios sobre los 30 puntos, y es alargada hasta 2018 en la franja prime del canal privado. Su primera temporada obtuvo 31,0 puntos promedio, mientras que la segunda, 27,0 puntos.
[actualizar]

### Teleseries a la hora del almuerzo
La primera telenovela chilena catalogada de "diurna" fue Bienvenido Hermano Andes, emitida por Canal 13 en el primer semestre de 1982 en el horario de las 15 horas. Sin embargo, el experimento no fue más allá, y el horario se destinó a telenovelas extranjeras o repeticiones de teleseries nacionales antiguas. Para el año 2010 se apostaba por un nuevo producto y recuperar este horario, así que TVN postula a los fondos del CNTV resultando ganadora de $479.877.677. Presentándola con un teaser que contaba con la participación de Loreto Aravena en el protagónico, junto a Francisco Pérez-Bannen y María José Prieto.
La nueva apuesta, titulada Esperanza, se estrena el 29 de agosto de 2011, siendo la primera teleserie estrenada a las 15:00 horas bajo la producción de TVN y My Friend, y con un guion escrito por Alejandro Cabrera (en coautoría con Larissa Contreras) y protagonizada por la debutante Daniela Ramírez y el regreso de grandes actores como Álvaro Escobar y la nueva contratación, Íngrid Cruz quien pone la gota antagónica en la historia que cuenta las vivencias de una joven peruana que llega a Chile a trabajar de nana en una casa del barrio alto de la capital, sin saber que su patrón seria un gran amor que tuvo hace varios años atrás que desataría un gran melodrama que cuenta con la discriminación y la xenofobia como tema principal en la vida de Esperanza, finalizando con 13 puntos y ganando en el bloque de ese horario, además de abrir paso a una nueva etapa en las producciones de ese canal.su promedio:10,5
Tras el éxito de la sufrida nana peruana, TVN estrena su nueva producción llamada Dama y obrero escrita por José Ignacio Valenzuela y protagonizada por María Gracia Omegna y Francisco Perez-Bannen, un melodrama que cuenta la lucha de un amor no correspondido entre una joven de buena situación económica a punto de casarse con el dueño de la constructora y un joven de clase media que debe trabajar de obrero para subsistir junto a su madre y su hermana; la teleserie desde su debut ha sido todo un éxito y comentada por los televidentes marcando casi 17 puntos cada tarde, dejando en claro que este género sí funciona a este horario, por lo que TVN ha decidido hacer dos teleseries durante el año.su promedio:15,1 puntos promedio, dejándola como la teleserie diurna más vista de Chile.
Para el día 11 de marzo de 2013, se estrena la tercera producción en este horario en TVN llamada Solamente Julia, escrita por las guionistas chilenas Camila Villagrán y Carla Stagno y es protagonizada por Susana Hidalgo, Felipe Braun e Ignacia Baeza. La historia es un melodrama que cuenta sobre la vida de una joven huérfana luchadora y trabajadora a la que le robaron a su hijo apenas nacido dos años atrás. La historia, si bien no pudo igualar el éxito de su antecesora, se ha mantenido sobre 10 puntos liderando en su horario. Sin embargo, para la mitad de su desarrollo en que la protagonista se entera de la verdad sobre su hijo robado, la teleserie comienza a subir considerablemente su sintonía hasta llegar a los 16 puntos de sintonía. Sin embargo, a pesar de esas cifras, la teleserie es superada en índice de audiencia por la teleserie brasileña Avenida Brasil emitida por Canal 13, la cual alcanza peak de hasta 19 puntos, y que durante el segundo semestre Avenida Brasil es quien lideró la franja de la tarde. A fines de enero Avenida Brasil llega a su final, promediando 13 puntos, y en el capítulo final supera en horario estelar a Vuelve temprano de TVN, con 24 puntos promedio y peaks de 26, frente a los 21 de TVN. Mientras que, la novela diurna de la cadena TVN tuvo como promedio de Solamente Julia fue de: 11,8.
Ya para el segundo semestre del 2013, se hace la prometida segunda diurna del año, que es El regreso, que es una historia original de la guionista y dramaturga Larissa Contreras y desarrollada por un equipo de guionistas liderado por María José Galleguillos, protagonizada por Alejandra Fosalba, Iván Álvarez de Araya, María José Illanes y Felipe Contreras. Este melodrama relata la vida de una mujer que sale de la cárcel 10 años después, debido a un asesinato del que ella es injustamente acusada. La historia logra imponerse en su horario y vence en sintonía a los demás canales.
Ya en el primer semestre de 2014, se estrena la quinta diurna del canal, Volver a amar, escrita por Camila Villagrán, Malú Urriola y Rosario Valenzuela y protagonizada por Adela Secall, César Sepúlveda y Felipe Braun, que relata la historia de una mujer que es maltratada por su marido, pero se enamora de un hombre laborante de una feria, quien resulta ser el hermano perdido del marido de la mujer.que en sus primeros capítulos estaba entre los 12 a 14 puntos de índice de audiencia. Después la teleseries avanza y baja a los 10 a 13 puntos de índice de audiencia, pero la decadencia del alargue produjo que esta bajara a 8 a 10 puntos ni la recta final de la teleseries produjo que subiera el índice de audiencia marcando entre 8 a 11 puntos.
El 1 de diciembre del 2014 comienza a trasmitirse La Chúcara la sexta teleserie de la tarde de TVN con los roles centrales de Antonia Santa María, Felipe Braun, Bárbara Ruiz-Tagle, Eduardo Paxeco, entre otros. La Chucara no debutó como un éxito en índice de audiencia, pero lideró en su horario y con el paso de los días su índice de audiencia fue en ascenso, llegando a promediar entre 10 a 11 puntos en sus capítulos.
Mega en 2015 estrena Eres mi Tesoro, llegando al segundo lugar de audiencias. Su sucesora fue Te doy la vida que alcanzó el récord de sintonía de Dama y obrero con 16,9 puntos frente a los 5,7 que promedió su competencia de TVN, Esa no soy yo, estrenada en 2016. Tras esto, TVN no volvió a producir más telenovelas diurnas.
El mayor éxito del horario es Amanda, que llegó a promediar 19,9 puntos de rating, mientras que su final promedió 31,5 puntos. Tras esto fue sucedida por Verdades ocultas, la más extensa de la televisión chilena, que se mantuvo al aire entre 2017 y 2022.

### Cambios de canal
Comienza el año 2013 y Canal 13 es el que empieza a trabajar rápidamente en la contratación de nuevos actores para su proyecto vespertino Mamá Mechona, entre ellos destaca el regreso de Sigrid Alegría a Canal 13 luego de su bullada salida a fines de 2004. Allí Sigrid Alegría encarnará a una madre que decide regresar a la universidad para cumplir su mayor sueño de ser una profesional, donde compartirá elenco además con Simón Pesutic, Alonso Quinteros, Katyna Huberman y Álvaro Espinoza (Estos cuatro del elenco de Pobre rico), además de Carolina Varleta, Constanza Piccoli y Hernan Contreras (Del elenco de Dos por Uno), a Begoña Basauri recién llegada de La Sexóloga de CHV y a Mariana Derderián que regresa a las teleseries luego de protagonizar teleseries como Floribella, Amor por accidente y Los ángeles de Estela todas estas de TVN.
Mientras que para su proyecto nocturno titulado Secretos en el jardín, llegan desde TVN Francisco Pérez-Bannen, Daniela Ramírez y Mónica Godoy, además de Antonia Zegers y Francisca Lewin que reaparecen en televisión luego de varios años de ausencia.
No obstante TVN adquiere a Mayte Rodríguez y Álvaro Morales, ambos provenientes de la malograda teleserie nocturna de Chilevisión La Sexóloga, que fue un fracaso de audiencia, con 3 puntos promedio para su teleserie nocturna Socias y el regreso a las teleseries chilenas de Gonzalo Valenzuela.
Con la renuncia de María Eugenia Rencoret a la dirección del área dramática de TVN para su posterior integración a Mega, son varios los actores en TVN que la siguen. Los primeros actores en seguir a la directora son Álvaro Rudolphy y Paola Volpato, luego de terminar las grabaciones de Somos los Carmona y Socias, respectivamente. También los siguen Ingrid Cruz, Francisco Puelles, Gabriela Hernández y María de los Ángeles García salidos de la vespertina anteriormente mencionada y Álvaro Morales y Mauricio Pesutic, salidos de la nocturna también anteriormente mencionada; todos estos actores formarían parte de la primera teleserie vespertina del área dramática del canal privado de la llamada era Rencoret, a excepción de Morales, quien formará parte de la primera diurna del canal privado. También la siguen los actores Teresita Reyes y Felipe Contreras, salidos de la teleserie diurna El regreso, que estarían grabando la primera teleserie diurna del canal.
También se confirma que Ignacio Achurra, proveniente de la teleserie El amor lo manejo yo, seguiría a María Eugenia Rencoret tras terminar las grabaciones de esta. Lo mismo la actriz Fernanda Ramírez, quien debuta en la teleserie nocturna Vuelve temprano. También se incorporarían Ignacio Garmendia, quien había quedado sin contrato en Canal 13 tras su participación especial en Las Vega's. También Fernando Farías, quien participó en la teleserie Graduados de Chilevisión se incorpora a Mega. Por último se confirma que Fernando Godoy regresa a Mega, incorporándose así al área dramática refundada por la directora. Sin embargo, no son sólo actores los que siguen a la directora tras su renuncia al área dramática del canal estatal. Los actores y guionistas Rodrigo Bastidas y Elena Muñoz siguen a la directora y estarán a cargo de los guiones de la teleserie vespertina. También los siguen los productores ejecutivos Daniela Demicheli (quien estaba a cargo de la producción ejecutiva de Somos los Carmona y de los primeros capítulos de Vuelve Temprano) y Patricio López (quien estuvo a cargo de la producción ejecutiva de la teleserie Socias y de El regreso) y el director Patricio González. Por último, también se confirma que Daniella Castagno, la guionista principal de Vuelve temprano, se incorpora a Mega tras terminar las grabaciones de la misma.
Pese a la gran migración de actores del canal estatal, rostros como: Francisco Reyes, Amparo Noguera, Francisco Melo, María Elena Swett, Marcelo Alonso, Alejandra Fosalba, Matias Oviedo, Carolina Arregui, Felipe Braun, Santiago Tupper entre otros, prefirieron renovar contrato y continuar en TVN, pese a las ofertas que Mega les había realizado. Además, Daniela Lhorente, Gonzalo Vivanco, Tiago Correa, Bárbara Ruiz-Tagle se unen a las filas de la televisora estatal.
Entre fines del año 2014 y principios de 2015, se declara una crisis profunda en el área dramática de Canal 13, a pesar de su decisión de producir al menos una nocturna y una vespertina. Todo esto a raíz de que en el ex canal católico no se han aprobado nuevos proyectos, debido a lo cual varios actores quedan sin contrato con el canal. Algunos de ellos son Daniel Muñoz, Tomás Verdejo, Lucas Escobar, Pablo Schwarz, Juanita Ringeling y Cristóbal Tapia-Montt. Héctor Morales y Daniela Ramírez, por lo cual algunos de ellos se unieron a las filas de TVN los cuales son: Daniel Muñoz, Blanca Lewin, Héctor Morales y Daniela Ramírez para ser parte de las teleseries vespertinas y nocturnas, respectivamente, que están siendo producidas por Vicente Sabatini y Verónica Saquel. También, tras ser parte de la teleserie nocturna Chipe Libre, Luciana Echeverría también vuelve a TVN.
Entre tanto, actores como Cristián Campos, Paulo Brunetti, Josefina Montané, Tamara Acosta, Loreto Aravena, Nicolás Poblete, Francisco Pérez-Bannen y Pablo Macaya, entre otros, siguen con contrato vigente con Canal 13, para realizar la nueva apuesta nocturna "Preciosas".
Para el 2016 la mala suerte en TVN y su área dramática no para, ya que, además de la salida de Antonia Zegers y María José Illanes a Mega, jóvenes rostros se quedaron sin contrato con el canal estatal debido a esta crisis. Algunos de estos son Matías Oviedo, Santiago Tupper, Magdalena Müller, Ignacia Baeza y Nicolás Oyarzún. Andrea Velasco también sale del canal pero por su propia voluntad. El mismo año, Francisco Melo, Jorge Zabaleta y Coca Guazzini también dejan el canal; los primeros dos para protagonizar la teleserie nocturna "Señores Papis", y la última para participar de Ámbar, -ambas de Mega-. En tanto, en Canal 13, Mario Horton y Sigrid Alegría dejan la señal para integrarse al canal privado para protagonizar las nuevas apuestas "Perdona nuestros pecados" y "Ámbar". Paralelamente se integra al canal Cristián Riquelme para protagonizar Te doy la vida.
Durante el segundo semestre, la competencia vespertina sigue, siendo "El Camionero" por parte de TVN y "Ámbar" por el lado de Mega, los dos grandes competidores, siendo esta última la ganadora con alrededor de 5 puntos más. En tanto, en Chilevisión se emite "Caso Cerrado" y en Canal 13 "Terra Esperanza". Esta última, quedaba en cuarto lugar con cuatro puntos.
En noviembre, Mega estrena "Amanda" con Daniela Ramírez. La historia trata sobre una mujer -llamada Amanda- que llega a trabajar a la casa de la familia Santa Cruz como enfermera de Catalina Minardi, a tomar venganza de los cuatro hermanos que la violaron sin piedad en 2002. La teleserie consigue un éxito arrasador para el horario (15:00 horas) gracias al piso de "Te Doy La Vida", promediando sus dos primeros días más de 20 puntos, convirtiéndose en la teleserie chilena diurna más exitosa, consiguiendo en su final 31,5 puntos de índice de audiencia. En tanto, los demás canales consiguen bajos resultados alcanzando los 4 puntos cada uno. Cabe mencionar que en TVN apostaron por su primera producción turca, "Elif", la que logra aumentar la sintonía del horario diurno manteniéndose en el segundo lugar y llegando a peaks de 11 puntos.
En el prime también se vive una Guerra pero con un claro ganador: Mega. El canal consigue más de 20 puntos de índice de audiencia con su teleserie "Sres. Papis", mientras que en Canal 13, "Preciosas" ronda entre los 11 y 7 puntos. Debido a esto, el canal decide relanzar su apuesta nocturna, pero no consigue remontar. El feriado del 31 de octubre, la teleserie consigue su promedio más bajo, con 4,8 puntos de promedio (siendo incluso superada por CSI). En tanto, TVN continúa con su éxito bíblico "Moisés y los 10 Mandamientos", que llega a su segunda temporada bajando su audiencia, pero siempre en segundo lugar tras la teleserie de Mega.
Tras El Final De Sres. Papis 
Mega Estrena Perdona nuestros pecados Quien Fue Un Éxito Total Y Quintiplicaba A Un diablo con ángel Y a Preciosas
Ya para el segundo semestre, TVN prepara su segunda apuesta vespertina del año, Wena Profe, sumándose al área dramática del canal estatal actores como Néstor Cantillana, Amaya Forch y Bárbara Ruiz-Tagle, además del regreso de Otilio Castro al canal, luego de haber emigrado a Mega. Mega, en tanto suma a sus filas al destacado actor Héctor Noguera y Paulo Brunetti, este último proveniente de Canal 13, para que participen en la próxima nocturna del canal. A la vez, Mega estrena Verdades Ocultas con Camila Hirane, Matias Oviedo y Marcela Medel.Mientras Que TVN Estrena Su Última Nocturna Llamada Dime quién fue Protagonizada Por Antonia Santa María Y Claudia Di Girolamo. A pesar De La Mala Audiencia Que Tuvo (5,8) la teleserie Fue Elogiada Por La Actuación De Claudia Di Girolamo
A Inicios De 2018 Mega Suma A Sus Filas A María José Prieto,Luz Valdivieso,Mariana Loyola Y a Daniel Muñoz. A Estos Dos Últimos Para Participar En El Proyecto Sucesor de Tranquilo papá Llamado Si yo fuera rico Mientras Que Canal 13 Estrena La Tercera Parte De Soltera otra vez quien no pudo competir contra los últimos capítulos de Perdona nuestros pecados Y Tampoco pudo competir contra la teleserie Sucesora De Esta Llamada Casa de muñecos Protagonizada por Gabriela Hernandez